# Olympische Sommerspiele 1972/Teilnehmer (Bulgarien)
| Gelbes Symbol für Goldmedaillen mit stilisierten Olympischen Ringen | Graues Symbol für Silbermedaillen mit stilisierten Olympischen Ringen | Braundes Symbol für Bronzemedaillen mit stilisierten Olympischen Ringen |
| ------------------------------------------------------------------- | --------------------------------------------------------------------- | ----------------------------------------------------------------------- |
| 6                                                                   | 10                                                                    | 5                                                                       |

Bulgarien nahm an den Olympischen Sommerspielen 1972 in München mit einer Delegation von 130 Athleten (106 Männer und 24 Frauen) an 92 Wettkämpfen in 15 Sportarten teil. Fahnenträger bei der Eröffnungsfeier war der Volleyballspieler Dimitar Slatanow.

## Teilnehmer nach Sportarten

### Boxen
- Angel Angelow
Silber  Halbweltergewicht
- Wladimir Kolew
- Georgi Kostadinow
Gold  Fliegengewicht
- Kuncho Kunchew
- Iwan Michajlow
- Asen Nikolow
- Atanas Suwandschijew
- Najden Stanchew
- Georgi Stankow

### Fechten
- Christo Christow
- Stojko Liptschew
- Anani Michajlow
- Walentin Nikolow
- Boris Stawrew

### Gewichtheben
- Jordan Bikow
Gold  Mittelgewicht
- Atanas Kirow
- Alexandar Krajtschew
Silber  Schwergewicht
- Mladen Kutschew
Silber  Leichtgewicht
- Andon Nikolow
Gold  Mittelschwergewicht
- Norair Nurikjan
Gold  Federgewicht
- Stantscho Pentschew
- Atanas Schopow
Silber  Mittelschwergewicht
- Georgi Todorow

### Kanu
| Männer - Iwan Burtschin Bronze Canadier-Zweier 1000 m - Wassil Tschilingirow - Fedja Damjanow Bronze Canadier-Zweier 1000 m - Alexandar Donkow - Boris Ljubenow | Frauen - Petrana Kolewa - Natascha Petrowa |

### Leichtathletik
| Männer - Petar Bogdanow - Todor Manolow - Michail Schelew | Frauen - Wassilena Amsina - Nedjalka Angelowa - Jordanka Blagoewa Silber Hochsprung - Swetla Boschkowa - Iwanka Christowa Bronze Kugelstoßen - Ljutwijan Mollowa - Tonka Petrowa - Wassilka Stoewa Bronze Diskuswurf - Elena Stojanowa - Iwanka Walkowa - Radostina Wasekowa - Iwanka Wenkowa - Jordanka Jankowa - Diana Jorgowa Silber Weitsprung - Swetla Slatewa |

### Moderner Fünfkampf
- Welko Bratanow
- Angel Pepeliankow
- Georgi Stojanow

### Radsport
- Dimo Angelow
- Nikifor Petrow
- Iwan Zwetkow
- Plamen Timtschew

### Reiten
- Nikola Dimitrow
- Jordan Iwanow
- Gotscho Milew
- Boris Stefanow

### Ringen
- Stefan Angelow
Bronze  Halbfliegengewicht griechisch-römisch
- Stojan Apostolow
Silber  Leichtgewicht griechisch-römisch
- Baju Baew
- Kiril Dimitrow
- Osman Duraliew
Silber  Superschwergewicht Freistil
- Christo Ignatow
- Iwan Iliew
- Petar Kirow
Gold  Fliegengewicht griechisch-römisch
- Iwan Kolew
- Iwan Krastew
Bronze  Federgewicht Freistil
- Georgi Markow
Gold  Federgewicht griechisch-römisch
- Ognjan Nikolow
Silber  Halbfliegengewicht Freistil
- Stojan Nikolow
- Jancho Pawlow
- Rusi Petrow
- Iwan Schawow
- Wassil Todorow
- Alexandar Tomow
Silber  Superschwergewicht griechisch-römisch
- Christo Traikow
- Ismail Juszeinow

### Rudern
- Biser Bojadschiew
- Nenko Dobrew
- Metodi Chalwadschiski
- Nikolaj Kolew
- Jordan Waltschew
- Dimitar Walow
- Borislaw Wasilew
- Dimitar Janakiew

### Schießen
- Dentscho Denew
- Iwan Mandow
- Anton Manolow
- Stefan Wassilew
- Emilijan Wergow

### Schwimmen
| Männer - Angel Tschakarow - Wasil Dobrew | Frauen - Chriska Pejtschewa |

### Turnen
| Männer - Dimitar Dimitrow - Boschidar Iliew - Iwan Kondew - Dimitar Kojtschew - Geno Radew - Stefan Zoew | Frauen - Maja Blagoewa - Elena Georgiewa - Marieta Iliewa - Irina Chitrowa - Ewdokija Pandesowa - Reneta Zwetkowa |

### Volleyball
Männer
- 4. Platz
- Iwan Dimitrow
- Brunko Iliew
- Iwan Iwanow
- Dimitar Karow
- Strawko Simeonow
- Kiril Slawow
- Lachezar Stojanow
- Alexandar Trenew
- Emil Trenew
- Zano Zanow
- Emil Waltschew
- Dimitar Slatanow

### Wasserball
- 11. Platz
- Plamen Brankow
- Mladen Christow
- Andrej Konstantinow
- Ivan Kowatschew
- Biser Naumow
- Matej Popow
- Ljubomir Runtow
- Alexandar Schinzer
- Toma Tomow
- Wasil Tomow
- Nedelcho Jordanow